# Tiếng Nga tại Hoa Kỳ

Tiếng Nga là một trong mười lăm ngôn ngữ được nói nhiều nhất tại Hoa Kỳ, và là một trong những ngôn ngữ thuộc Ngữ tộc Slav và nhóm ngôn ngữ gốc Âu được nói nhiều nhất tại nước này. Kể từ sau khi Liên Xô tan rã, rất nhiều người Nga đã di cư tới Hoa Kỳ và mang theo ngôn ngữ của họ. Phần lớn Người nói tiếng Nga tại Hoa Kỳ ngày nay là Người Nga gốc Do Thái. Theo như cuộc điều tra dân số năm 2010 số lượng người nói tiếng Nga theo thống kê vào khoảng 854,955 người, khiến cho tiếng Nga là ngôn ngữ được nói nhiều thứ mười hai tại Hoa Kỳ.

## Lịch sử

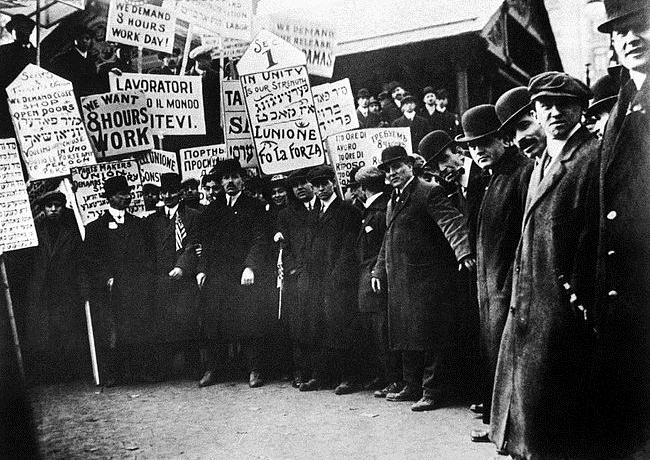
Các công nhân dệt may đình công ở Thành phố New York mang theo những bảng hiệu đa ngôn ngữ, bao gồm cả tiếng Nga, vào khoảng năm 1913

| Người nói tiếng Nga tại Hoa Kỳ                  | Người nói tiếng Nga tại Hoa Kỳ |
| Năm                                             | Số lượng                       |
| ----------------------------------------------- | ------------------------------ |
| 1910a                                           | 57.926                         |
| 1920a                                           | 392.049                        |
| 1930a                                           | 315.721                        |
| 1940a                                           | 356.940                        |
| 1960a                                           | 276.834                        |
| 1970a                                           | 149.277                        |
| 1980                                            | 173.226                        |
| 1990                                            | 241.798                        |
| 2000                                            | 706.242                        |
| 2010                                            | 854.955                        |
| ^a Chỉ bao gồm dân số được sinh ra ở nước ngoài |                                |

Những người Nga đầu tiên đặt chân đến Tân thế giới là những nhà thám hiểm khám phá vùng đất Alaska năm 1648. Hơn 200 năm sau, vào năm 1867, Sa Hoàng Aleksandr II đã bán Alaska cho Hoa Kỳ. Nhiều người định cư Nga trở lại Đế quốc, nhưng một số ít vẫn ở lại. Năm 1882, có 16,918 Người nói tiếng Nga sống ở Hoa Kỳ, và con số đã lên đến 387,416 vào năm 1899.